# Megachile karatauensis
Megachile karatauensis là một loài Hymenoptera trong họ Megachilidae. Loài này được Tkalcu mô tả khoa học năm 1988.